# S 499.0
Електровоз 240 (до 1988 року — серія S 499.0) — чотирьохвісний електровоз змінного струму, який використовується на залізницях Чехії, Словаччини та Болгарії.

## Історія
Прообразом цієї серії (як і серії S 489.0) слугував шестивісний електровоз ЧС4 (заводськя серія (52Е), що вироблявся на Škoda Works в місті Пльзень з 1965 року для поставки в СРСР. Оскільки використання в Чехословаччині потужного шестивісного електровозу було не логічним, розробили чотирьохвісний локомотив.
Як і на ЧС4 кузов електровозу E 499.0 був каркасно-розкісної конструкції з обшивкою з склотекстоліту. Кабіна машиніста мала панорамне скління. Прожектор був встановлений над лобловим склінням. На буферному брусі  і гвинтовому зчепленні. Вхід до електровозу здійснювався через двері в кабіні машиніста.
Перші 70 електровозів були виготовлені в 1968 році, ще 50 в 1969 році. Ці електровози були направлені в  локомотивні депо в містах Пльзень, Хеб і Чеське Будейовіце на території нинішньої Чехії, а також в Братиславу і Нове Замки на території нинішньої Словаччини. Потім ще 25 електровозів були виготовлені для обслуговування пасажирських експресів між містами Братислава та Кутна Гора, Зволен — Нове Замки.